# Верхній Сайдис
Верхній Сайдис (рос. Верхний Сайдыс) — селище Маймінського району, Республіка Алтай Росії. Входить до складу Кизил-Озьокського сільського поселення.
Населення — 1 особа (2015 рік).